# Zvezdne steze: Naslednja generacija
Zvezdne steze: Naslednja generacija je ameriška znanstvenofantastična televizijska serija producenta Gena Roddenberryja. Na televizijskem kanalu NBC so predvajali sedem sezon, med letoma 1987 in 1994, torej se je začela predvajati 21 let po prvotni seriji.
Kapitan ladje je Jean-Luc Picard (Patrick Stewart), njegov prvi poveljnik pa William T. Riker (Jonathan Frakes).